# 푸톈구

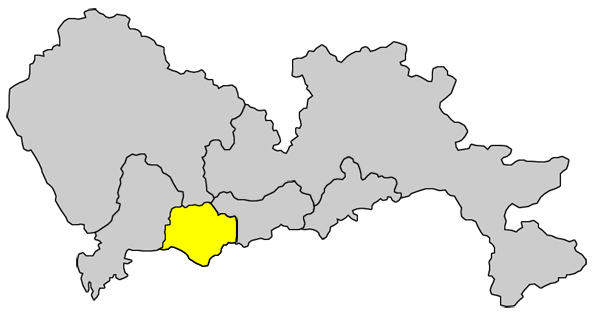
푸톈 구의 위치

푸톈구(한국어: 복전구, 중국어: 福田区, 병음: Fútián Qū)는 중화인민공화국 광둥성 선전시의 7개 구 중 하나이다. 넓이는 79km2이고, 인구는 2016년 기준으로 1,352,863명이다.
SEG타워, 중국초상은행, 선전 도서관과 콘서트 홀, 선전개발은행과 선전 시청과 같은 선전의 가장 중요한 건물과 고층 건물이 밀집한 지역이다.

## 행정 구역
8개 가도를 관할한다.
- 가도: 福田街道, 南園街道, 園嶺街道, 沙頭街道, 香密湖街道, 梅林街道, 蓮花街道, 華富街道.